# Dom Schumannów w Gdańsku
Dom Schumannów – renesansowa kamienica z 1560 roku stojąca się w Gdańsku przy ulicy Długiej 45 i jednocześnie ostatni dom w południowej pierzei tejże ulicy. Ufundowana przez Hansa Connerta, na przestrzeni dziejów wielokrotnie zmieniała właścicieli. Nazwę przyjęła od gdańskiej patrycjuszowskiej rodziny Schumannów. Na początku XX wieku mieściła się tu kawiarnia, a w podziemiach sklep tytoniowy.
W czasie II wojny światowej znacznie ucierpiała. Odbudowana staraniem między innymi przewodników gdańskich. Obecnie mieści się w niej siedziba Oddziału Gdańskiego PTTK, informacja turystyczna, pokoje gościnne "Dom Schumannów", redakcja Pomorskiego Kwartalnika Turystyczno-Krajoznawczego "Jantarowe Szlaki", Koło Przewodników Miejskich i Terenowych PTTK im. Franciszka Mamuszki i inne kluby.

## Forma i wystrój

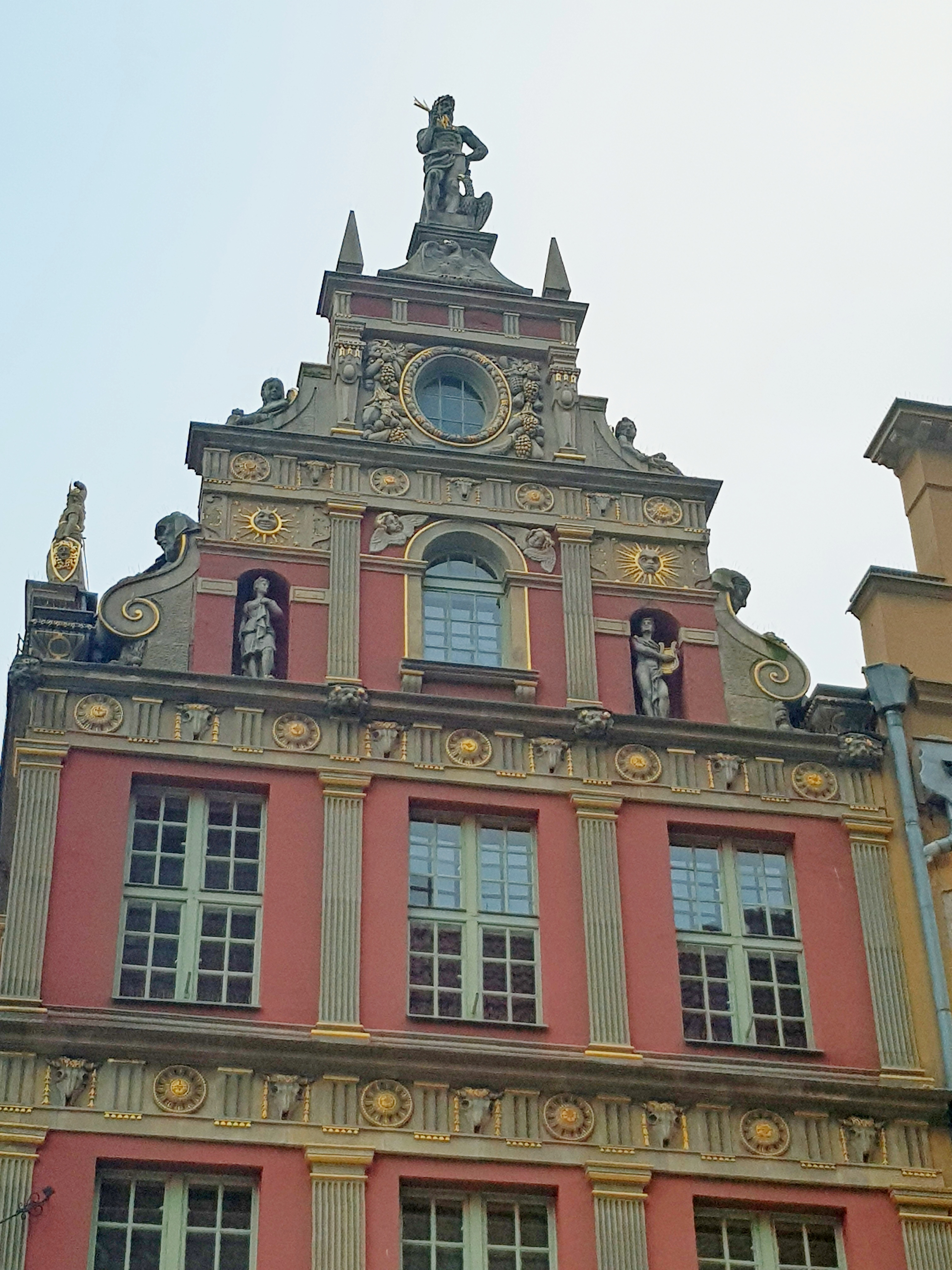
Szczyt kamienicy

Fasadę kamienicy opinają pilastry na całej wysokości, jednakże w kompozycji całości ostrzej zaznaczają się horyzontalne linie gzymsów, obramiających wręcz klasyczne fryzy z tryglifami, metopami i bukranionami. Figury we wnękach, putto na wolutach szczytu, zdobna lukarna i wreszcie okazały portal tworzą pałacową oprawę frontu. Rzeźbiarski wystrój kamienicy został odtworzony przez zespół gdańskich artystów. W 1912 roku część wystroju sieni, którą zaadaptowano na kawiarnię, przeniesiono do Ratusza Staromiejskiego.

## Fundator, historia, kwestia nazwy
Za fundatora kamienicy uważa się Hansa Connerta Młodszego. Wątpliwości w tej kwestii budził fakt posiadania tego samego imienia przez ojca i syna. Ostatecznie za fundatora przyjęło się uznawać syna. Młody Hans Connert, jak przystało na dziedzica patrycjuszowskiej rodziny, odwiedził tętniące życiem ośrodki kultury zachodniej Europy. Podróże te skutkowały chęcią przeniesienia poznanych wzorców do rodzinnego miasta, czego efektem jest pierwotny wystój Domu Schumannów. Rodzina Connertów należała do zamożniejszych w ówczesnym Gdańsku, o czym świadczyć może ufundowanie przez nią nowego budynku dla spalonego w 1547 roku sierocińca przy kościele św. Elżbiety. Connertowie mieszkali w nowo wybudowanej kamienicy do roku 1606, po czym parcela stała się własnością Hansa Hoefelke – brata stryjecznego dziadka Jana Heweliusza, gdańskiego astronoma i browarnika.
Począwszy od roku 1616 do połowy XVII wieku właścicielem kamienicy był Engelbrecht Köning. Od nazwiska kupca rodem z Schöppingen w Westfalii, który osiedlił się w Gdańsku, zwykło się mylnie określać kamienicę mianem Królewskiej, a w późniejszym czasie również Domem Królów Polskich. Co prawda w sąsiedztwie Domu Schumannów znajdują się Kamienice Królewskie (Długi Targ 1-4), jednakże w kamienicy przy ulicy Długiej 45 żaden król swą obecnością nie zaszczycił.
Chociaż na przestrzeni wieków kamienica kilkukrotnie zmieniała właściciela, w literaturze znana jest jako Dom Schumannów. Rodzina ta zamieszkiwała kamienicę najdłużej, bo aż ponad dwa wieki począwszy od połowy wieku XVII. Wywodziło się z niej pięciu burmistrzów, czterech burgrabiów królewskich, jedenastu rajców miejskich. Concordia z Schumannów Fahrenheit była matką Daniela Gabriela Fahrenheita – fizyka. Do tego rodu dołączyła również przez małżeństwo Maria Köseler (zm. 1642), od 1626 roku żona Gabriela Schumanna (1595-1654), uzdolniona hafciarka. W następnym pokoleniu Konstancja von Holten poślubiła Gabriela Schumanna - burmistrza. Ona oraz jej syn Gabriel uwiecznieni zostali na portretach gdańskiego malarza Daniela Schultza. Kolejna w rodzinie Schumannów uzdolniona dama, tym razem muzycznie, to Konstancja Czirenberg, rozsławiona dzięki pamiętnikom Francuza Charles'a Ogiera.
Kolejnym właścicielem kamienicy był kupiec Bum lub w innej transkrypcji Baum. Od roku 1896 należała ona do spadkobierców Daniela Alerta. W 1912 roku dosyć mocno ją przebudowano i przeznaczono na kawiarnię. Na zdjęciach z tego okresu widać wyraźnie szyldy reklamowe. Od 1917 roku właścicielem była berlińska spółka "Disconto Gesellschaft Danzig".

## Historia powojenna
W czasie II wojny światowej Dom Schumannów ucierpiał nie mniej niż pozostałe kamienice Głównego Miasta. Staraniem władz miasta, mieszkańców, a szczególnie przewodników gdańskich kamienicę odbudowano. Od tego czasu stanowi ona siedzibę, najpierw PTK, a obecnie Gdańskiego Oddziału PTTK, Informacji Turystycznej, pokoi gościnnych "Dom Schumannów", redakcji Pomorskiego Kwartalnika Turystyczno-Krajoznawczego "Jantarowe Szlaki", Koła Przewodników Miejskich i Terenowych PTTK im. Franciszka Mamuszki i innych klubów.
Budynek jest wpisany do rejestru zabytków od 22 listopada 1969 jako "kamienica Connerta i Schumanów".
W 2006 roku fasady od strony ul. Długiej i wnętrze budynku zostały odrestaurowane ze środków własnych Gdańskiego Oddziału PTTK i przy finansowym wsparciu Urzędu Miasta Gdańska oraz Ministerstwa Kultury i Dziedzictwa Narodowego.